# Вільярта-де-лос-Монтес
Вільярта-де-лос-Монтес (ісп. Villarta de los Montes) — муніципалітет в Іспанії, у складі автономної спільноти Естремадура, у провінції Бадахос. Населення — 592 особи (2010).
Муніципалітет розташований на відстані близько 160 км на південний захід від Мадрида, 190 км на схід від Бадахоса.

## Демографія
Динаміка населення (INE ):

## Галерея зображень

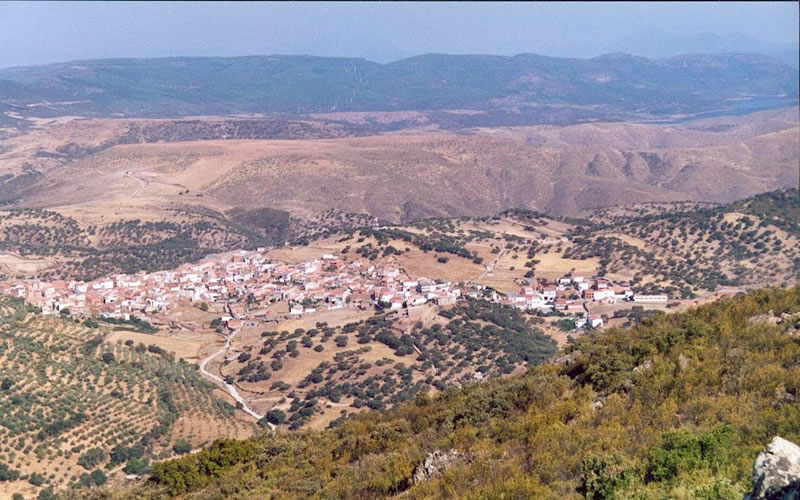
Панорама Вільярти-де-лос-Монтес